# Wilhelm Fahrmbacher
Wilhelm Fahrmbacher, nemški general, * 19. september 1888, † 27. april 1970.

## Življenjepis
Med letoma 1951 in 1958 je bil vojaški svetovalec Egiptovske kopenske vojske.